# Пуйстола, Патрик
Патрик Пуйстола (фин. Patrik Puistola; род. 11 января 2001, Тампере, Западная Финляндия) — финский профессиональный хоккеист, нападающий клуба шведской хоккейной лиги «Эребру» (с мая 2024 года). Игрок сборной Финляндии по хоккею с шайбой.

## Клубная карьера
Пуйстола дебютировал за «Таппару» в сезоне 2018/19 годов, сыграв в 16 матчах и отдав одну результативную передачу. На драфте НХЛ 2019 года он был задрафтован «Каролиной Харрикейнз» под общим 73-м номером.
В течение своего второго сезона в «Таппаре» в сезоне 2019/20 годов Пуйстола сыграл 24 матча, сделав всего две результативные передачи. В дальнейшем был отдан в аренду в другие клубы Лиги, «Юкурит» и «КооКоо», до конца сезона.
26 марта 2020 года Пуйстола расторг контракт с «Таппарой» и перешел в «ЮП», подписав двухлетний контракт.
В сезоне 2022/23 годов возвратился в «Юкурит». 28 февраля 2023 года права на Пуйстолу в НХЛ были проданы «Каролиной Харрикейнз» в «Эдмонтон Ойлерз» в обмен на Джесси Пулюярви.
После шести сезонов в Высшей финской лиге Пуйстола решил переехать за границу, подписав 7 мая 2024 года двухлетний контракт со шведским клубом «Эребру», выступающим в шведской хоккейной лиге.

## Карьера в сборной
В 2017, 2018 и 2019 годах вызывался в различные юношеские сборные для участия в крупных международных турнирах.
В декабре 2019 года был вызван в молодёжную сборную Финляндии для участия в чемпионате мира, на котором финны стали четвёртыми.
В 2024 году приглашён в состав первой национальной сборной Финляндии для участия в чемпионате мира, который состоялся в Чехии.